# Zarnouski
Zarnouski (auch: Zarniski, Zernouski) ist ein Dorf in der Landgemeinde Damagaram Takaya in Niger.

## Geographie
Das von einem traditionellen Ortsvorsteher (chef traditionnel) geleitete Dorf
liegt rund acht Kilometer östlich des Hauptorts Damagaram Takaya der gleichnamigen Landgemeinde und des gleichnamigen Departements Damagaram Takaya, das zur Region Zinder gehört. Zu weiteren Siedlungen in der Umgebung von Zarnouski zählen Chiouni im Nordosten und Lassouri im Süden.
Das Dorf liegt am Rand des Zarnouski-Komplexes, einer ringförmigen geologischen Formation. Das geologische Alter des Komplexes liegt im Bereich von 330 ± 3 bis 302 ± 9 mya und damit im Karbon. Zarnouski ist Teil der Übergangszone zwischen Sahara und Sahel. Die durchschnittliche jährliche Niederschlagsmenge beträgt hier zwischen 200 und 300 mm.

## Bevölkerung
Bei der Volkszählung 2012 hatte Zarnouski 1513 Einwohner, die in 245 Haushalten lebten. Bei der Volkszählung 2001 betrug die Einwohnerzahl 814 in 157 Haushalten und bei der Volkszählung 1988 belief sich die Einwohnerzahl auf 702 in 150 Haushalten.
Die Bevölkerungsdichte in diesem Gebiet ist mit 10 bis 20 Einwohnern je Quadratkilometer relativ gering.

## Wirtschaft und Infrastruktur
Zarnouski liegt in einem Gebiet des Übergangs zwischen der Naturweidewirtschaft des Nordens und des Ackerbaus des Südens, was zu Landnutzungskonflikten führt. Es gibt eine Schule im Dorf. Die 187,5 Kilometer lange Nationalstraße 34 zwischen der Nationalstraße 11 und Gouré führt durch Zarnouski. Es handelt sich um eine einfache Erdstraße.